# Patellapis nilssoni
Patellapis nilssoni är en biart som beskrevs av Gregory B. Pauly 2001. Patellapis nilssoni ingår i släktet Patellapis och familjen vägbin. Inga underarter finns listade i Catalogue of Life.